# Jocelyne Khoueiry
Jocelyne Khoueiry, née le 15 août 1955 à Beyrouth et morte le 31 juillet 2020 à Byblos, est une combattante de la guerre du Liban puis est devenue une militante non-violente, fondatrice d'associations.

## Biographie
Chrétienne maronite, elle milite au sein du parti politique Phalanges libanaises (Kataëb). Lors de la guerre civile libanaise (13 avril 1975 - 13 octobre 1990), la milice armée de ce parti se bat contre les combattants palestiniens de l'OLP.
Elle se rend célèbre en participant à la bataille des hôtels, celui de l'Holiday Inn, en 1975, en étant l'une des premières femmes membres de la milice armée des Kataëb. 
Elle déclare avoir défendu dans la nuit du 6 mai 1976, à la tête d'un groupe de douze jeunes filles de son âge, un immeuble qui donne sur la Place des Martyrs au cœur de Beyrouth, contre trois cents combattants palestiniens. Passant par les toits, Jocelyne Khoueiry aurait tué leur chef, semant la panique et provoquant leur fuite. Le combat aurait duré en tout 6 heures. Son image fera alors l'objet d'une attention médiatique mondiale.
Elle aura jusqu'à 1 000 combattants sous ses ordres, dont elle forme une partie. Les effectifs des militantes armées des Phalanges libanaises  atteindront jusqu'à 1 500 femmes en 1983.
Durant la guerre civile libanaise, elle passe d'un christianisme de combattante identitaire à une foi vécue.
En 1986, elle dépose les armes.
En 1988, la cinéaste libanaise Jocelyne Saab réalise un film à son sujet. Ce portrait, diffusé pour Canal Plus France, a pour titre « La Tueuse  » et rend compte de son passage à sa foi vécue à la fin de la guerre civile libanaise en octobre 1990
Elle a fondé trois associations : « la Libanaise-Femme du 31 mai » en 1988 pour encourager les femmes à construire une société plus humaine, « Oui à la Vie » en 1995 et un centre Jean-Paul II en 2000.
Elle est membre de la commission épiscopale pour la famille et la vie de l'Assemblée des patriarches et évêques catholiques du Liban.
En 2012, elle participe au synode sur le Moyen-Orient.
En 2014, elle participe au Synode des évêques sur les défis pastoraux de la famille dans le contexte de l'évangélisation et est nommée au conseil pontifical pour les laïcs.
Le 31 juillet 2020, elle meurt d'une longue maladie à la clinique Notre-Dame-de-Bon-Secours de Byblos (Jbeil).
Elle est surnommée la « Jeanne d'Arc du pays du Cèdre ».